# Lagoa de Pedras
Lagoa de Pedras est une municipalité brésilienne située dans l'État du Rio Grande do Norte.